# Janvier 1942 (guerre mondiale)
Chronologie de la Seconde Guerre mondiale
Décembre 1941 - Janvier 1942 -  Février 1942
- 2 janvier : 
  - Les troupes japonaises occupent Manille.
  - Dans l’ouest du Pacifique, les forces américaines, britanniques, hollandaises et australiennes s’allient et se mettent sous un commandement unique, celui du maréchal britannique Archibald Wavell.
  - Capitulation des troupes italo-allemandes du port de Bardia en Libye[1].
  - Parachutage de Jean Moulin au-dessus des Alpilles, en Provence.
  - Première attaque par des U-Boots allemands d'un convoi de l'Arctique, le convoi PQ 7 américain[1].

- 3 janvier
  - Le maréchal Antonescu promet à Hitler des renforts roumains pour la campagne d'été sur le front de l'Est[1].
  - Protestation du conseil clérical d'Amsterdam contre le traitement infligé aux juifs[1].

- 4 janvier
  - La vente de voitures neuves est interdite aux États-Unis, un décret gouvernemental ordonne la reconversion de l'industrie automobile dans l'armement[1].

- 5 janvier :
  - À Varsovie, une réunion secrète entre une poignée de survivants du Parti communiste polonais et un petit « groupe d’initiative » clandestinement infiltré depuis l'URSS fonde le Parti ouvrier polonais.

- 6 janvier :
  - Le Parti ouvrier polonais PPR fonde les Gardes Populaires GL, un groupe de résistants armés.

- 7 janvier : 
  - Début du siège de Bataan aux Philippines, où des milliers d'Américains et de civils sont encerclés par l'armée impériale japonaise.
  - Début de l'offensive d'hiver soviétique entre le lac Ilmen et le lac Seliger sur le front de Léningrad.
  - Limogeage par Hitler d'Erich Hoepner, commandant de la 4e Panzer Armee[1].

- 8 janvier
  - Les Britanniques condamnent à mort Rachid Ali, ancien chef de l'État irakien et nationaliste, réfugié à Berlin[1].
  - Les Japonais envahissent la partie britannique de l'île de Bornéo[1].

- 10 janvier
  - Des bombardiers néerlandais attaquent la flotte de débarquement japonaise devant Tarakan à Bornéo[1].

- 11 janvier : 
  - L'empire du Japon déclare la guerre aux Pays-Bas.
  - Débarquement japonais à Sulawesi (Indes orientales néerlandaises).

- 12 janvier
  - Le  Generalfeldmarschall von Reichenau, commandant du groupe d'Armées Sud, est victime d'une hémorragie cérébrale, il meurt 5 jours plus tard.

- 13 janvier :
  - Signature de la Déclaration du palais de Saint-James.
  - Premier vol de l'hélicoptère Sikorsky R-4[1].

- 20 janvier :
  - Conférence de Wannsee : les Nazis règlent les derniers détails de la « solution finale ».

- 21 janvier :
  - En Afrique du Nord, début de la contre-offensive du maréchal Rommel.

- 25 janvier : 
  - Les troupes japonaises envahissent les îles Salomon et la Nouvelle-Guinée.
  - Le Brésil rompt ses relations diplomatiques avec les forces de l'Axe[1].

- 30 janvier :
  - Première défaite allemande de grande importance stratégique ; empêchant la prise de Moscou, l’armée soviétique inflige un revers de taille à l’armée allemande, brisant le plan allemand de guerre éclair (Blitzkrieg).